# Troglovitrea argintarui
Troglovitrea argintarui is een slakkensoort uit de familie van de Pristilomatidae. De wetenschappelijke naam van de soort is voor het eerst geldig gepubliceerd in 1968 door Negrea & Riedel.